# Сеник Мирослав Петрович
Миросла́в Петро́вич Се́ник (нар. 2 листопада 1957, с. Кам'янки, Підволочиський район, Тернопільська область) — український політик, радник ректора Українського католицького університету у Львові, голова Львівської обласної ради (28 квітня 2006 — 30 листопада 2010).

## Біографічні відомості
1975 – 1980 рр. – навчався механіко-машинобудівний факультет університету «Львівська політехніка» на спеціальності «Автомобілі та автомобільне господарство».
1990 – 1992 рр.  –  голова Червоноградської міськради та виконавчого комітету. У червні 1992 р. – очолив регіональне відділення Фонду держмайна у Львівській області.
З липня 1994 р. по жовтень 1995 р.  – керівник секретаріату Львівської обласної ради
З 1995 по 2000 рр.  –  голова Личаківської райадміністрації Львова. 2000-2001 рр. –  директор департаменту житлового господарства Львівської міськради.
2001 – 2004 рр.  –  директор підприємства з ремонту та експлуатації ліфтів «Ліфт-ЕКО». 
З березня 2004 по лютий 2005 рр. – проректор з навчально-виробничої роботи національного університету «Львівська політехніка»
З лютого 2005 р. –  перший заступник голови Львівської ОДА. 
28 квітня 2006 р. – обраний головою Львівської облради. Політична орієнтація Мирослава Сеника досить мінлива (Українська республіканська партія, КУН, НСНУ), проте його партійний вибір завжди сприяв політичному зростанню.
З січня 2011 по жовтень 2018 рр. – проректор з адміністрації та розвитку Українського Католицького Університету.
З жовтня 2018 р. по даний час – радник ректора Українського Католицького Університету.

## Адміністративна діяльність
1990 – 1992 рр. – голова Червоноградської міськради та виконавчого комітету
1992 – 1994 рр. – керівник регіонального відділення Фонду державного майна України у Львівській області
1994 –1995 рр. – керівник секретаріату Львівської обласної ради
1994 –1995 рр. – голова Личаківської районної адміністрації Львівської міської ради
2000 – 2001 рр. – директор департаменту житлового господарства Львівської міської ради
2004 – 2005 рр. – проректор з  навчально-виробничої роботи у Національному університеті «Львівська політехніка».
2005 – 2006 рр. – перший заступник голови Львівської обласної державної адміністрації
2006 – 2010 рр. – голова Львівської облради
З 2011 по  жовтень 2018 рр. – проректор з адміністрації та розвитку Українського католицького університету.

## Нагороди
2007 р. – Орден «За заслуги» 3-го ступеня. 
2007 р. – Почесна грамота Кабінету Міністрів України.
2009 р. – Почесна грамота голови Парламенту.

## Висловлювання
Під час конференції «Інвестиційний потенціал малого села», що відбулась 26 липня 2005 року, організованої МТО "Обрій", було сказано про адміністративну реформу, спрямовану на розвиток сіл. Зокрема, йдеться про розвиток сільського зеленого туризму як доповнення до сільського аграрного господарства.[джерело?]